# Radio Sportiva
Radio Sportiva è una talk radio privata a diffusione interregionale con sede a Ponsacco (PI) che si occupa di sport, nata il 1º dicembre 2010 da un'idea di Loriano Bessi e Marzia Boddi e facente parte del gruppo editoriale toscano Mediahit con studi di trasmissione a Prato. Il direttore responsabile è Michele Plastino.
Nonostante non sia un network nazionale ma abbia una copertura interregionale, secondo l'ultima indagine TER (I° semestre 2022) vanta 1.134.000 ascoltatori collocandosi come ascolti al livello delle principali emittenti nazionali.

## Direttori
- David Guetta, primo direttore dell'emittente: 1º dicembre 2010 – 31 gennaio 2015[2][3]
- Cristiano Puccetti: 1º febbraio 2015 – 26 luglio 2016[3]
- Doady Giugliano: 9 settembre 2016 – 2 maggio 2017
- Michele Plastino: dal 3 maggio 2017[4]

## Copertura
Radio Sportiva ha una copertura interregionale e pertanto è considerata una superstation. 
L'emittente radiofonica è diffusa in FM in monofonia, con servizio RDS, nelle principali città italiane; in tutta l'Europa e nell'Africa settentrionale invece tramite il satellite Eutelsat Hot Bird 13°Est, in tecnica digitale.
In FM, la diffusione è distribuita sul territorio italiano "a macchia di leopardo" perché non sono molte le regioni italiane ad essere coperte nella loro interezza.
Il 15 luglio 2021 l'emittente radiofonica ha fatto il suo ingresso nel Mux EuroDab Italia. La talk-radio toscana è identificata come R. SPORTIVA DAB, con qualità audio a 32 kbit/s in mono con codec HE-AAC v2 (inizialmente, fino al 19 luglio, era identificata come SPORTIVA DAB e trasmetteva, sempre a 32 kbit/s in mono, con codec AAC-LC).
All'inizio di gennaio 2022 l'emittente radiofonica è uscita dal Mux EuroDab Italia e resta presente in alcuni mux regionali.

## Frequenze FM
Dal 3 settembre 2018 al 31 luglio 2019 era diffusa sulle frequenze di Radio Padre Pio su Abruzzo, Molise e Puglia, che dal 1º agosto 2019 tornano a diffondere il segnale dell'emittente religiosa.
Da inizio novembre 2019 Radio Sportiva ritorna in Veneto, Friuli-Venezia Giulia e parte dell'Emilia.
Dall'aprile 2021 Radio Sportiva è diffusa anche in Romagna, tra Rimini, Riccione e zone limitrofe.

### Valle d'Aosta
- 105.200 Aosta

### Trentino-Alto Adige
- 92.000 Trento
- 92.000 Rovereto

### Veneto
- 106.000 Padova, Treviso e provincia, Venezia, Vicenza e provincia

### Friuli Venezia Giulia
- 93.400 Udine, Pordenone, bassa friulana

### Lombardia
- 103.700 Alto Lago di Como, ingresso Valtellina
- 103.700 Centro Lombardia
- 103.700 Lecco
- 101.700 Varese città
- 101.700 Milano
- 103.500 Como
- 96.700 Brescia
- 93.300 Vobarno
- 96.200 Prov. Est Brescia
- 96.000 Lago d'Idro
- 96.500 Vestone, Lavenone
- 89.700 Lago d'Iseo
- 96.200 Lumezzane
- 99.300 Sondrio
- 92.700 Bergamo
- 104.200 Mantova
- 101.500 Crema
- 89.300 Nord Brescia, Sarezzo, Lumezzane, Gardone Valtrompia

### Piemonte
- 103.700 Torino e parte prov.
- 92.900 Novara, Biella
- 87.600 Vercelli, Biella, parz. Novara
- 92.900 Alessandria, Asti, Novi Ligure, Serravalle
- 96.800 Lago Maggiore, Luino*
- 92.600 Verbania e Lago Nord
- 92.400 Verbania città
- 92.900 Cuneo e parte prov.

### Liguria
- 103.800 Genova e tratto Genova-Savona
- 90.700 Genova città
- 90.800 Valpolcevera e provincia nord Genova e tratto A7 Genova nord
- 101.700 Chiavari, Lavagna
- 97.400 Camogli, Recco
- 98.300 Tratto A7 Busalla-Alessandria*
- 93.300 Tratto A7 Busalla-Alessandria*
- 91.100 Imperia
- 104.000 Sanremo

### Emilia-Romagna
- 87.700 Bologna ovest e Casalecchio di Reno
- 87.900 Bologna, Modena est, prov. Ferrara
- 103.100 Modena, Reggio Emilia
- 92.700 Vignola e collegam. MO/BO
- 103.900 Ravenna
- 96.000 Tratto Aut.le Imola-Faenza
- 100.200 Mantova*
- 87.600 Pianoro, Sasso Marconi, Valli del Reno
- 101.400 Parma ed hinterland
- 98.400 Rimini, Cesena e Litorale Romagnolo
- 99.500 Reggio Emilia, Modena

### Toscana
- 94.200 Pisa, Lucca, Livorno e prov., Empoli
- 94.200 Firenze (area metropolitana)
- 94.200 Tratto A1 da Incisa ad Arezzo
- 96.400 Prato, Pistoia
- 96.000 Versilia
- 102.250 Massa ed hinterland
- 96.400 Carrara
- 89.500 La Spezia*
- 102.700 Cinque Terre*
- 94.300 Castelnuovo Garfagnana
- 100.300 Bagni di Lucca, Borgo a Mozzano
- 101.500 Barga, Fornaci di Barga
- 89.600 Cecina, Rosignano
- 94.200 Vernio, Vaiano
- 104.700 Mugello, Scarperia, Barberino, Borgo S.L.
- 99.400 Siena
- 91.800 Arezzo
- 101.100 Casentino

### Umbria
- 99.100 Sansepolcro, Città di Castello, Umbertide
- 93.200 Tratto A1 Attigliano, Orte, Magliano Sabina

### Lazio
- 105.800 Roma e provincia
- 104.900 Conca di Rieti

### Campania
- 105.300 Napoli ed hinterland
- 91.700 Caserta
- 88.400 Angri, Pagani, Scafati, Nocera
- 92.300 Castellammare, Pompei
- 87.500 Avellino
- 93.400 Salerno città
- 96.500 Benevento e prov. nord
- 96.800 Benevento e prov. sud
- 93.900 Corleto Monforte, Bellosguardo
- 88.400 San Giovanni a Piro / Golfo di Policastro
- 88.200 Tratto Aut.le Polla / Sala Consilina
- 95.100 Padula, Sassano, M.S. Giacomo
- 103.400 Golfo di Policastro e Costa Maratea
- 98.800 Caggiano, Aut. Sicignano - Polla
- 91.900 Teggiano, Valle di Diano
- 102.100 Montesano, Aut. Lagonegro - Polla
- 105.900 Sanza, ss Buonabitacolo, Golfo di Policastro

### Basilicata
- 93.100 Potenza ed hinterland nord
- 102.100 Potenza ed hinterland sud
- 100.000 Matera
- 97.000 Oppido Lucano
- 91.300 Bivio A3 Potenza-Polla
- 104.500 Sala Consilina-Montesano
- 93.800 Prov. Potenza nord, prov. Avellino* sud, prov. Foggia* ovest
- 107.500 S.Arcangelo, Aliano, Missanello, Stigliano

### Puglia
- 100.200 Bari e gran parte dell'hinterland eccetto Bitonto
- 90.200 Foggia e prov.
- 98.500 Prov. Taranto, Brindisi e Lecce
- 98.800 Martina Franca, prov. LE/BR/TA
- 99.200 Brindisi e hinterland
- 88.600 Salento e Lecce
- 92.500 Ostuni, Cisternino, S.Vito dei Normanni

### Calabria
- 99.700 Cosenza e tratto A3 CS-Campotenese
- 99.200 Cosenza e parte prov. Sud
- 99.600 Spezzano Albanese, Piana di Sibari
- 89.000 Tratto A3 Cosenza / Castrovillari / Morano
- 97.500 Tratto A3 Campotenese / Mormanno
- 102.800 Scalea, Riviera dei Cedri, Diamante, Praia
- 92.600 Catanzaro
- 95.200 Crotone e prov.
- 95.500 Costa tirrenica
- 93.200 Reggio Calabria* / Messina

### Sicilia
- 100.500 Palermo
- 94.200 Golfo di Castellammare, Partinico
- 96.700 Trapani
- 101.400 Mazara del Vallo
- 98.300 S. Margherita Belice, Sciacca, Menfi
- 90.500 Agrigento
- 101.700 Prov. Palermo / Agrigento / Caltanissetta
- 104.900 Caltanissetta
- 95.900 Catania
- 88.500 Messina* / Reggio Calabria
- 93.200 Reggio Calabria* / Messina
- 98.400 Messina, Bassa Calabria
- 96.500 Randazzo
- 104.300 Modica
- 94.300 Siracusa
- 88.200 Maletto
- 101.200 Pantelleria
- 87.500 Villafranca T., Milazzo, Barcellona Pozzo di Gotto, Patti

### Sardegna
- 95.500 Sassari
- 93.200 Alghero
- 100.000 Cagliari
- 107.300 Nuoro
- 95.200 Oristano, Tratto Superstrada CA/SS
- 89.800 Villacidro, tratto Oristano-Cagliari
- 104.100 Carbonia
- 106.200 Sant'Antioco

* Località appartenente a diversa regione inserita per omogeneità di split.

## Programmi e palinsesto
Dal 1º dicembre 2010 fino a febbraio 2017, Sportiva ha coperto tutti i giorni 16 ore di diretta (8-24). 
Da marzo 2017, con la riorganizzazione del palinsesto dopo la vertenza sindacale, è stata anticipata la Rassegna stampa sportiva di un'ora (dalle 8 alle 7 del mattino) ma è stata sacrificata la diretta nella fascia serale (21-24) fatta eccezione per i giorni in cui ci sono anticipi/posticipi serali dei big match di Serie A, Serie B, Coppa Italia, UEFA Champions League, UEFA Europa League, Nazionale o di altri eventi sportivi particolarmente rilevanti (Gp F1, MotoGP o altro). Quindi la programmazione copre ogni giorno 14 ore di diretta (7-21) durante la settimana e 13 ore di diretta (8-21) nei weekend. Successivamente, la programmazione si è rimodulata nella seguente ed attuale configurazione: 13 ore e 40 minuti di diretta dal lunedì al venerdì (7:00-20:40), e 12 ore e 40 minuti nel fine settimana (8:00-20:40) a causa della chiusura anticipata del Microfono Aperto serale alle 20:40.

### Attualmente in onda
- Bar Sport, interventi di supertifosi o tifosi VIP di una squadra di calcio per discutere di un argomento particolare, che riguarda le sorti della propria formazione
- Buongiorno Sportiva, Radio Sportiva dà il buongiorno alle piazze del calcio italiano, per iniziare ad individuare i più rilevanti temi di giornata
- Campioni - Una razza a parte, Radio Sportiva fa gli auguri ad un protagonista dello sport o celebra la ricorrenza di un avvenimento della storia sportiva
- Champions League che passione, tutte le notizie e curiosità sul prestigioso e più importante torneo calcistico d'Europa per club
- Diretta Sportiva
- Doppio concentrato, il meglio della giornata appena trascorsa su Radio Sportiva
- Eurobasket
- Fantagame, il popolare gioco di fantasia sul calcio, raccontato in collaborazione con fantagazzetta.it (portale che nel giugno 2019 ha cambiato indirizzo in fantacalcio.it[11])
- Grande Slam
- I pagelloni del prof. Bucchioni
- Il processo di Sportiva, approfondimento dei verdetti del fine settimana di Serie A con ospiti in studio (ogni lunedì e giovedì)
- Informazione locale
- Internet Sport, uno sguardo alle edizioni online dei quotidiani ed ai profili sui social network degli sportivi: tra il serio ed il faceto, un viaggio all'interno dello sport in rete
- Microfono aperto, spazio alle domande degli ascoltatori via sms, mail e telefonate in diretta per uno degli opinionisti di Radio Sportiva
- Numeri e Sport, statistiche e curiosità dalla redazione di Sportiva
- Passione Sportiva, approfondimento su tutti gli altri sport che non siano calcio
- Racing Team, rubrica dedicata a corse e motori: F1, MotoGP e Superbike
- Rassegna Stampa, le prime pagine, il Fatto del giorno, i cinque Primi Piani: 15 quotidiani, tra sportivi, politici, economici e locali, vengono analizzati in diretta sotto ogni aspetto
- Rewind, mini-riassunto delle notizie-voci di giornata
- Scontro tra titani
- Siamo tutti CT, approfondimenti sulla nazionale di calcio
- Speciale Calciomercato
- Speciale Serie A, in giro tra tutti i campi della serie A, attraverso notizie, interviste e commenti dei corrispondenti di Radio Sportiva
- Speciale Serie B, in giro tra tutti i campi della serie B, attraverso notizie, interviste e commenti dei corrispondenti di Radio Sportiva
- Speciale Serie C, lo sguardo, attraverso le notizie di Tuttolegapro.com e le voci esclusive dei protagonisti, si sposta sugli ex campionati di C1 e C2
- Triplo concentrato, il meglio della giornata appena trascorsa su Radio Sportiva
- Bandiere, a cura di Stefano Cecchi

## Conduttori
I 15 giornalisti che compongono la redazione sportiva di Prato sono i seguenti:
1. Andrea Capretti: caporedattore
2. Fabio Russo
3. Simone Bargellini
4. Filippo Baffa
5. Marco Bisacchi
6. Andrea Pratellesi
7. Lorenzo Falconi
8. Daniele Tirinnanzi
9. Federico Gennarelli
10. Tommaso Fabiani
11. Stefano Fantoni
12. Marco Rosignoli
13. Marco Conterio
14. Luca Vaccaro
15. Giovanni Ciappelli

## Collaboratori esterni
Radio Sportiva, nel programma Qui Sportiva a Voi Stadio - Speciale Serie A si avvale di corrispondenti locali provenienti da ciascuna delle 20 piazze di Serie A per commenti, interviste e notizie. Essi sono:
- Ivana Crocifisso (Torino): giornalista di Toro.it
- Nicola Gallo (Juventus): giornalista del Gruppo Mediapason
- Mattia Todisco (Inter)
- Daniele Triolo: giornalista di pianetamilan.it (Milan)
- Tiziano Villanacci (Roma)
- Simone Pieretti (Lazio)
- Marina Belotti (Atalanta)
- Marco Pecorini (Fiorentina)
- Stefano Tarantino (Napoli)
- Federico Massari (Bologna) direttore responsabile di TBW (TuttoBolognaWeb)
- Lorenzo Montaldo (Sampdoria): giornalista di Calciomercato.com
- Giacomo Cioni (Empoli): Capo ufficio stampa del comune di Empoli.
- Lorenzo Petiziol (Udinese)
- Stefano Peduzzi (Monza) direttore di monza-news.it

Nel programma Qui Sportiva a Voi Stadio - Speciale Serie B i corrispondenti locali provenienti da ciascuna delle piazze di Serie B per commenti, interviste e ultimissime sono:
- Leonardo Legrottaglie (Bari)
- Marco Tripodi (Genoa): giornalista di Calciomercato.com
- Antonello Menconi (Perugia) giornalista di perugia24.net
- Marco Gullà (Palermo)
- Gianluca Tinfena (Spezia)
- Luca Maio (Benevento)
- Luca Esposito (Salernitana)
- Giandomenico Tiseo (Frosinone)
- Marco Tontodonati (Pescara) giornalista
- Alessandro Orlandin (SPAL): direttore responsabile di lospallino.com
- Ignazio Caddeo (Cagliari)

## Opinionisti
Gli opinionisti intervengono ogni giorno nello spazio del Microfono aperto per rispondere alle domande degli ascoltatori. Essi sono:
- Stefano Agresti:  ex direttore di Calciomercato.com
- Fabrizio Biasin
- Roberto Scarnecchia
- Maurizio Biscardi: figlio di Aldo Biscardi, conduce Il Processo di Biscardi. (Non più)
- Marco Bucciantini: direttore de L'Unità e opinionista Zona 11 pm e Sky
- Enzo Bucchioni: direttore del QS
- Luca Calamai: vicedirettore La Gazzetta dello Sport (non più)
- Stefano Cecchi: giornalista
- Francesco Graziani: allenatore ed ex giocatore
- Bruno Longhi: giornalista sportivo
- Cristiano Lucarelli (non più)
- Carlo Nesti: giornalista sportivo
- Giancarlo Padovan (non più)
- Michele Plastino: direttore di Radio Sportiva
- Sandro Sabatini: giornalista sportivo di Mediaset Premium ed ex-direttore di Calciomercato.com
- Gianfranco Teotino
- Ciro Venerato: esperto di calciomercato Rai
- Guido D'Ubaldo: giornalista
- Gianni Visnadi: giornalista

Pierpaolo Marino ha terminato la sua collaborazione nel giugno 2019 con la nomina a Direttore sportivo dell'Udinese.